# 21-я армия (вермахт)
21-я армия (нем. 21. Armee) — создана 27 апреля 1945 года.

## История армии
7 апреля 1945 года остатки 4-й армии были переданы на формирование 21-й армии, а управление преобразовано в штаб по особым поручениям ОКХ..
21-я армия была сформирована 27 апреля 1945 года на основе остатков штаба 4-й армии (практически уничтоженной в Восточной Пруссии) и остатков армейской группы «Штайнер» (разгромленной на Одере). Имела задачу оборонять Берлин. Остатки 21-й армии 2 мая 1945 года были взяты в советский плен.

## Состав армии
- 3-й танковый корпус СС
- 101-й армейский корпус

## Командующий армией
- Генерал пехоты Курт фон Типпельскирх